# Paradelphomyia marginipuncta
Paradelphomyia marginipuncta är en tvåvingeart som beskrevs av Alexander 1974. Paradelphomyia marginipuncta ingår i släktet Paradelphomyia och familjen småharkrankar.
Artens utbredningsområde är Nigeria. Inga underarter finns listade i Catalogue of Life.